# Anna Aloys Henga
Anna Aloys Henga es una abogada y activista por los derechos humanos tanzana, conocida por su servicio social, incluyendo iniciativas de empoderamiento femenino tales como la coordinación anti-mutilación genital femenina en Tanzania. Se convirtió en directora del centro Legal and Human Rights en 2018.

## Biografía
Sus padres eran funcionarios públicos. Henga fue una de seis hijos. Mencionó que durante su niñez era inconsciente de la discriminación sexual.

## Carrera
Realiza campañas para reducir la mutilación genital femenina. En Tanzania esta práctica ha estado prohibida desde 1998 sin embargo se estima que el 10% de las niñas todavía son sometidas al proceso de mutilación genital.
En 2015, fue animada a participar en las elecciones generales de su país. También es conocida por motivar a otras mujeres a involucrarse en la política de Tanzania.
De igual forma es activista por los derechos humanos y fue designada directora ejecutiva del Legal and Human Rights Center (LHRC) en 2018, reemplazando al Dr. Helen Kijo-Bisimba.
En 2019, fue nominada al Premio Internacional a las Mujeres de Coraje y recibió el prestigioso reconocimiento del Departamento de Estado de los Estados Unidos. Junto a Moumina Houssein Darar (Yibuti) y Maggie Gobran (Egipto) fueron las tres africanas incluidas ese año.